# Кинерка (приток Кондомы)
Кинерка — река в России, протекает в Кемеровской области. Устье реки находится в 47 км по левому берегу реки Кондома. Длина реки составляет 50 км, площадь водосборного бассейна 341 км².

## Притоки
- 2 км: Тайлеп
- 8 км: Шужлеп
- 22 км: Учул

## Данные водного реестра
По данным государственного водного реестра России относится к Верхнеобскому бассейновому округу, водохозяйственный участок реки — Кондома, речной подбассейн реки — Томь. Речной бассейн реки — (Верхняя) Обь до впадения Иртыша.